# تئودور هرتسل
بنیامین ذئب (تئودور) هرتسل (به عبری: בנימין זאב הרצל) (۲ مه ۱۸۶۰ – ۳ ژوئیه ۱۹۰۴) روزنامه‌نگار، فعال سیاسی و نویسنده یهودی‌الاصل اتریشی که جنبش سیاسی صهیونیسم را پایه نهاد.

## تولد و خانواده
تئودور هرتسل روزنامه‌نگار، وکیل، نویسنده، نمایشنامه‌نویس و فعال سیاسی یهودی اتریشی-مجارستانی بود که پدر صهیونیسم سیاسی مدرن محسوب می‌شد. هرتسل سازمان صهیونیستی را تشکیل داد و برای تشکیل یک کشور یهودی، مهاجرت یهودیان به فلسطین را ترویج کرد. به دلیل فعالیت‌های صهیونیستی او، در عبری به عنوان «حوزه هامدینا» (חוֹזֵה הַמְדִינָה)، به معنای «آینده‌نگر دولت» شناخته می‌شود. او به‌طور خاص در اعلامیه استقلال اسرائیل ذکر شده و به‌طور رسمی به عنوان «پدر معنوی کشور یهود» از او یاد می‌شود.
هرتسل درشهر پست، مملکت مجارستان، در یک خانواده یهودی مترقی ثروتمند متولد شد. پس از یک دوره کوتاه فعالیت حقوقی در وین، به عنوان خبرنگار روزنامه وینی نویه فرایه پرسه در پاریس مشغول به کار شد. با مواجهه با رویدادهای ضدیهودی در وین، به این نتیجه رسید که احساسات ضدیهودی، ادغام یهودیان را غیرممکن می‌سازد و تنها راه‌حل برای یهودیان، تأسیس یک کشور یهودی است. در سال ۱۸۹۶، هرتسل جزوه‌ای با عنوان «دولت یهود» را منتشر کرد که در آن چشم‌اندازهای خود از یک سرزمین یهودی را شرح داد. ایده‌های او توجه بین‌المللی را به خود جلب کرد و به سرعت هرتسل را به یک چهره برجسته در جهان یهود تبدیل کرد.
در سال ۱۸۹۷، هرتسل نخستین کنگره صهیونیستی را در بازل، سوئیس برگزار کرد و به عنوان رئیس سازمان صهیونیستی انتخاب شد. او یک سری ابتکارات دیپلماتیک را برای جلب حمایت از یک دولت یهودی آغاز کرد، اما درخواست‌هایش از امپراتور آلمان ویلهلم دوم و سلطان عثمانی عبدالحمید دوم ناموفق بود. در ششمین کنگره صهیونیستی در سال ۱۹۰۳، هرتسل طرح اوگاندا را ارائه کرد که توسط وزیر مستعمرات، جوزف چمبرلین، به نمایندگی از دولت بریتانیا تأیید شده بود. این پیشنهاد که به دنبال ایجاد یک پناهگاه موقت برای یهودیان در شرق آفریقای بریتانیا پس از کشتار کیشینف بود، با مخالفت شدید مواجه شد و در نهایت رد شد. هرتسل در سال ۱۹۰۴ در سن ۴۴ سالگی بر اثر بیماری قلبی درگذشت و در وین به خاک سپرده شد. در سال ۱۹۴۹، بقایای جسد او به اسرائیل منتقل شد و در تپه هرتسل دوباره به خاک سپرده شد.

## دوران کودکی و نوجوانی
تئودور هرتسل در خیابان دوهانی اوتسا (تبکگاسه به زبان آلمانی)، خیابانی در محله یهودی‌نشین شهر پست (اکنون بخشی از شرقی بوداپست)، کشور مجارستان به دنیا آمد. او فرزند دوم ژانت و یاکوب هرتسل بود، که یهودیان آلمانی‌زبان که کلا در جامعه مجرستانی جذب شده بودند. هرتسل اظهار داشت که او از تبار هر دو یهودی اشکنازی و سفاردی بود، عمدتاً از طریق خط پدری و به میزان کمتری از طریق خط مادری، اما هیچ مدرکی برای ادعای‌تبار سفاردی وجود ندارد. خانواده پدری او در سال ۱۷۳۹ از زیمنی (امروزه زِمون، صربستان) به بوهمیا مهاجرت کرده بودند، جایی که مجبور شدند نام خانوادگی خود، لئبل (از عبری «لِو»، به معنای قلب) را به هرتسل (کوچک‌شده کلمه آلمانی «هرتس»، به معنای قلب کوچک) تغییر دهند.
پدر هرتسل، یاکوب (۱۸۳۶–۱۹۰۲) یک تاجر بسیار موفق بود. او یک خواهر به نام پائولین داشت که یک سال از او بزرگتر بود؛ او در ۷ فوریه ۱۸۷۸ بر اثر تیفوس درگذشت. تئودور با خانواده‌اش در خانه‌ای در کنار کنیسه خیابان دوهانی (که قبلاً به عنوان کنیسه تاباکگاسه شناخته می‌شد) در بل‌واروش، بخش داخلی شهر تاریخی قدیمی پست، در بخش شرقی بوداپست زندگی می‌کرد.
در جوانی، هرتسل آرزو داشت که قدم‌های فردیناند دولسپس، سازنده کانال سوئز را دنبال کند، اما در علوم موفق نشد و به جای آن به شعر و علوم انسانی علاقه‌مند شد. این علاقه بعدها به یک حرفه موفق در روزنامه‌نگاری و تلاش کمتر موفقیت‌آمیز در نمایش‌نامه‌نویسی تبدیل شد. به گفته آموس ایلون، در جوانی، هرتسل یک آلمانی‌دوست مشتاق بود که آلمانی‌ها را بهترین مردم فرهنگی (Kulturvolk) در اروپای مرکزی می‌دانست و ایده آلمانی Bildung را پذیرفته بود، که به واسطه آن خواندن آثار بزرگ ادبی گوته و شکسپیر می‌توانست به درک زیبایی‌های زندگی و به تبع آن تبدیل شدن به فردی اخلاقی‌تر کمک کند (نظریه Bildung تمایل داشت زیبایی را با خوبی برابر کند). هرتسل معتقد بود که از طریق Bildung، یهودیان مجارستانی مانند خودش می‌توانند «ویژگی‌های شرم‌آور یهودی» ناشی از قرن‌ها فقر و سرکوب را کنار بگذارند و به اروپایی‌های متمدن تبدیل شوند، یک مردم فرهنگی واقعی به سبک آلمانی.
در سال ۱۸۷۸، پس از مرگ پائولین، خانواده هرتسل به وین، اتریش-مجارستان نقل مکان کردند و در ناحیه نهم، آلزرگروند ساکن شدند. هرتسل در دانشگاه وین به تحصیل حقوق پرداخت. به عنوان یک دانشجوی جوان حقوق، هرتسل عضو انجمن دانشجویی ملی‌گرا آلمانی بورسِن‌شافت (Burschenschaft) آلبیا شد که شعار آن «افتخار، آزادی، میهن» (Ehre, Freiheit, Vaterland) بود. او بعدها در اعتراض به یهودستیزی این سازمان از عضویت در آن کناره‌گیری کرد.
پس از یک دوره کوتاه در حرفه حقوق در دانشگاه وین و سالزبورگ، هرتسل خود را وقف روزنامه‌نگاری و ادبیات نمود. او به عنوان خبرنگار برای یک روزنامه وینی و همچنین به عنوان خبرنگار ویژه روزنامه "Neue Freie Presse" در پاریس کار کرد و گاهی به لندن و استانبول سفرهای ویژه‌ای انجام می‌داد. او بعدها به عنوان ویراستار ادبی "Neue Freie Presse" مشغول به کار شد و چندین کمدی و نمایشنامه برای تئاتر وین نوشت. آثار اولیه او بر زندگی یهودیان تمرکز نداشتند و بیشتر توصیفی بودند تا سیاسی.

## روشنفکر و فعال صهیونیست
هرتسل به عنوان خبرنگار پاریس برای "Neue Freie Presse"، ماجرای دریفوس را دنبال کرد، یک رسوایی سیاسی که از سال ۱۸۹۴ تا حل و فصل آن در سال ۱۹۰۶ جمهوری سوم فرانسه را تقسیم کرد. این واقعه به عنوان یک حادثه مشهور ضدیهودی در فرانسه شناخته می‌شود که در آن یک سروان یهودی ارتش فرانسه به نادرستی به جاسوسی برای آلمان محکوم شد. هرتسل شاهد تجمعات گسترده در پاریس پس از محاکمه دریفوس بود. بحث‌هایی پیرامون تأثیر این واقعه بر هرتسل و تبدیل شدن او به یک صهیونیست وجود دارد. خود هرتسل بیان کرده است که ماجرای دریفوس او را به صهیونیست تبدیل کرد و به ویژه تحت تأثیر شعارهای "مرگ بر یهودیان!" از سوی جمعیت‌ها قرار گرفت. این باور برای مدتی طولانی به‌طور گسترده‌ای پذیرفته شده بود. با این حال، برخی محققان مدرن اکنون بر این باورند که - به دلیل ذکر کم این ماجرا در گزارش‌های اولیه هرتسل و اشاره‌ای که او به فریادهای "مرگ بر خائن!" کرده است - او ممکن است تأثیر این واقعه را برای ایجاد حمایت بیشتر از اهداف خود اغراق کرده باشد.
ژاک کورنبرگ ادعا می‌کند که تأثیر ماجرای دریفوس یک افسانه بود که هرتسل احساس نمی‌کرد لازم باشد آن را اصلاح کند و همچنین باور داشت که دریفوس گناهکار است. ادعای مدرن دیگری این است که در حالی که هرتسل از یهودی‌ستیزی موجود در جامعه فرانسوی ناراحت بود، او مانند اکثر ناظران معاصر، در ابتدا باور داشت که دریفوس گناهکار است و تنها سال‌ها بعد که این ماجرا به یک موضوع برجسته بین‌المللی تبدیل شده بود، ادعا کرد که از این ماجرا الهام گرفته است. در واقع، به نظر می‌رسد که ظهور قدرت هوچی عوتم فریب یهودستیز، کارل لوگر در وین در سال ۱۸۹۵ تأثیر بیشتری بر هرتسل داشته است، پیش از آنکه مبارزه حمایت از دریفوس به‌طور کامل شکل بگیرد. در همین زمان بود که هرتسل نمایشنامه‌اش «گتوی جدید» را نوشت که نشان‌دهنده تردید و نبود امنیت و برابری واقعی برای یهودیان مرفه و متمدن در وین است. قهرمان این نمایشنامه یک وکیل یهودی همسان‌شده است که تلاش می‌کند بدون موفقیت از گتوی اجتماعی تحمیل شده بر یهودیان غربی خارج شود.
هنری ویکهام استید می‌گوید که ابتدا هرتسل "با شور و علاقه‌مندی فوق‌العاده به گسترش مذهب یهودی-آلمانی "لیبرال" آموزه همپذیری بود. با این حال، هرتسل به دنبال رد ایده‌های اولیه خود دربارهٔ آزادی و همپذیری یهودیان شد و باور داشت که یهودیان باید خود را از اروپا دور کنند. هرتسل به این باور رسید که یهودیستیزی نمی‌تواند شکست داده یا درمان شود، تنها می‌توان از آن دوری کرد، و تنها راه برای اجتناب از آن بنیان‌گذاری یک دولت یهودی است. در ژوئن ۱۸۹۵، او در خاطرات خود نوشت: "در پاریس، همانطور که گفته‌ام، به نگرش آزادتری نسبت به ضدیت یهودیستیزی دست یافتم… بیشتر از همه، خالی بودن و بیهودگی تلاش برای "مقابله" با ضدیت یهودیستیزی را تشخیص دادم." ویراستاران هرتسل در روزنامه Neue Freie Presse هیچ انتشاری از فعالیت‌های سیاسی صهیونیستی او را قبول نکردند. هرتسل تحت تداوم روانی قرار گرفت، بین تشنه شدن برای موفقیت ادبی و خواسته برای عمل به عنوان یک شخصیت عمومی. در این دوره، هرتسل شروع به نوشتن رساله‌هایی دربارهٔ یک دولت یهودی کرد. او ادعا کرد که این رساله‌ها منجر به بنیان‌گذاری جنبش صهیونیستی شدند و واقعاً نقش بزرگی در رونق و موفقیت جنبش ایفا کردند. شهادت او پیش مأموریت سلطنتی بریتانیا بیانگر دیدگاه لیبرال عاشقانه‌اش به زندگی به عنوان «مسئله یهود» بود.
در اواخر سال ۱۸۹۵، هرتسل کتاب «Der Judenstaat» «در یهودستان» را نوشت که در فوریه ۱۸۹۶ منتشر شد و به سرعت توجه و جدال‌های فوری را به همراه داشت. در این کتاب، او ادعا کرد که مردم یهودی باید اروپا را برای فلسطین، وطن تاریخی خود، ترک کنند. یهودیان قومیت و ملیت داشتند؛ تنها چیزی که از آن‌ها کم‌بود، کشور و دولتی برای خود بود. تنها از طریق یک دولت یهودی می‌توانند از یهودیستیزی اجتناب کرده، فرهنگ خود را به آزادی بیان کنند و به روایت مذهب خود بدون مزاحمت عمل کنند. ایده‌های هرتسل به سرعت در سراسر جهان یهود جا افتاد و توجه بین‌المللی را به خود جلب کرد. حامیان جنبش‌های صهیونیستی موجود، مانند خووی صیون، به سرعت با او همپیوند شدند، اما او نیز مقاومت تندی از طرف اعضای جامعه ارتدکس و افرادی که به یکپارچه‌سازی در جامعه غیر یهودی علاقه‌مند بودند، روبه‌رو شد. مقاله Mauschel، که فوراً پس از کنگره اول صهیونیستی منتشر شد، تصویری از یهودیانی که ضد صهیونیسم هستند را به عنوان نوعی نامطلوب از یهودیان نشان داد و اغلب به عنوان یهودیستیز شناخته می‌شود.
وی در کتاب «دولت یهود» می‌نویسد:
«مسئله یهودی همواره در هر جایی که یهودیان به تعداد قابل ملاحظه‌ای زندگی می‌کنند، وجود دارد. در جایی که وجود ندارد، با همراهی مهاجران یهودی به وجود می‌آید. ما به طبیعت خود به آن جاها کشیده می‌شویم که مورد ستم قرار نگیریم، و حضور ما در آنجا سبب ظلم و ستم می‌شود. این موضوع همه‌جا، حتی در کشورهای بسیار تمدن‌دار، مانند فرانسه، اتفاق می‌افتد، و این گونه خواهد بود، تا زمانی که مسئله یهودیان حل نشده باشد به شکل سیاسی.»
کتاب اینطور به نتیجه می‌رسد:
بنابراین، من باور دارم که نسلی شگفت‌انگیز از یهودیان به وجود خواهد آمد. مکابی‌ها دوباره برخواهند خاست. اجازه دهید یک بار دیگر کلمات افتتاحیه‌ام را تکرار کنم: یهودیانی که آرزوی یک دولت را دارند، آن را خواهند داشت. در نهایت، ما به طور آزادانه در خاک خود زندگی خواهیم کرد و به آرامش در خانه‌هایمان خواهیم مرد. جهان به آزادی ما پیوسته، به ثروت ما غنی خواهد شد، و به بزرگی ما معظم خواهد گردید. و هر چیزی که در آنجا برای بهبودی خود اقدام کنیم، با قدرت و بهره‌وری برای خیر بشریت تأثیر خواهد گذاشت.

## ارتباط دیپلماتیک با عثمانیان
هرتسل شروع به فعالیت مداوم برای ترویج ایده‌های خود کرد و همواره حامیان، یهودی و غیر یهودی، را جذب می‌کرد. به گفتهٔ نرمن رز، هرتسل "برای خودش نقش شهید را برنامه‌ریزی کرده بود… همچون پارنل یهودیان." هرتسل فرصتی در کشتارهای ضدارمنی میانه دههٔ ۱۸۹۰ دید که نقش عمده‌ای در زشت شدن تصویر عمومی سلطان در اروپا داشت. او پیشنهاد داد که به مقابله با این داشته‌های یهودی در فلسطین، جنبش صهیونیستی می‌تواند به بهبود معروفیت عبدالحمید دوم و بهبود مالیات امپراتوری کمک کند. برنار لازار این موقعیت را بسیار مورد انتقاد قرار داد و ادعای کرد که هرتسل و سایر نمایندگان کنگره صهیونیستی به بدترین قاتلان، نیکوکاری فرستاده‌اند."
بعد از بازگشت از استانبول، هرتسل در نوامبر ۱۸۹۵، به لندن سفر کرد تا به مکابیان‌ها گزارش بدهد، این یک گروه یهودیان انگلیسی طرفدار صهیونیسم که به ریاست ستوان آلبرت گلدزمید رهبری می‌شدند، او را با کنجکاوی، بی‌تفاوتی و سردی پذیرفتند. اسرائیل زنگویل به شدت با هرتسل مخالفت کرد، اما پس از سفر به استانبول، گلدزمید به حمایت از هرتسل موافقت کرد. هرتسل در تاریخ ۱۲ ژوئیه ۱۸۹۶، در مراسم جمعیتی بزرگ در منطقهٔ شرقی لندن، جامعه‌ای از یهودیان اقلیتی که اغلب به زبان یدیش صحبت می‌کردند و از اروپای شرقی مهاجرت کرده بودند، به سخنرانی پرداخت و با استقبال روبرو شد. آنها وظیفه رهبری صهیونیسم را به هرتسل سپردند. شش ماه بعد، این وظیفه در تمامی جامعه یهودی صهیونیستی گسترش یافت و جنبش صهیونیستی به سرعت رشد کرد.
در ۱۰ مارس ۱۸۹۶، رورند ویلیام هچلر، کشیش انگلیکان در سفارت بریتانیا در وین، به دیدار هرتسل آمد. هچلر کتاب «دولت یهود» اثر هرتسل را خوانده بود و این ملاقات به تدریج به مشروعیت بخشیدن به هرتسل و صهیونیسم منجر شد. هرتسل بعدها در دفترچه خاطراتش نوشت: «سپس به اصل مطلب رسیدیم. به او گفتم: (تئودور هرتسل به رورند ویلیام هچلر) باید خودم را به‌طور مستقیم و علنی با یک حاکم مسئول یا غیرمسئول ارتباط دهم - یعنی با یک وزیر دولت یا یک شاهزاده. آنگاه یهودیان به من ایمان خواهند آورد و از من پیروی خواهند کرد. مناسب‌ترین شخص امپراتور آلمان خواهد بود.» هچلر یک ملاقات طولانی با فردریک اول، دوک بزرگ بادن را در آوریل ۱۸۹۶ ترتیب داد. دوک بزرگ، عموی امپراتور آلمان ویلهلم دوم بود. از طریق تلاش‌های هچلر و دوک بزرگ، هرتسل در سال ۱۸۹۸ علناً با ویلهلم دوم ملاقات کرد. این دیدار مشروعیت هرتسل و صهیونیسم را در نظر افکار عمومی یهودی و جهانی به‌طور قابل توجهی ارتقا بخشید.
در ماه مه ۱۸۹۶، ترجمه انگلیسی "Der Judenstaat " در لندن با عنوان "یهودستان" منتشر شد. هرتسل قبلاً به دوست خود مکس بودنهایمر اعتراف کرده بود که "من آنچه را باید می‌نوشتم بدون آشنایی با پیشینیان نوشتم، و می‌توان فرض کرد که اگر با ادبیات آشنا بودم، [Der Judenstaat] را نمی‌نوشتم."
در ۱۵ ژوئن ۱۸۹۶، در استانبول، هرتسل فرصت را برای دیدار با امپراتور عثمانی مثبت دید. با کمک کنت فیلیپ میشائیل فون نولینسکی، یک مهاجر لهستانی با روابط سیاسی در دربار عثمانی، هرتسل تلاش کرد تا با سلطان عبدالحمید دوم ملاقات کند تا راه حل یک کشور یهودی را مستقیماً به سلطان ارائه دهد. او موفق به گرفتن ملاقات نشد اما توانست با تعدادی از افراد صاحب نفوذ از جمله صدراعظم که او را به عنوان یک روزنامه‌نگار نمایندگی زایتونگ نویه فرایه پرسه پذیرفت با اوملاقات کند. هرتسل پیشنهاد خود را به صدراعظم ارائه داد: یهودیان آماده بودند که بدهی خارجی ترکیه را پرداخت بکنند و به ترکیه در بازیابی ثبات مالی کمک بکنند در ازای فلسطین به عنوان میهن یهودی. قبل از ترک استانبول در ۲۹ ژوئن ۱۸۹۶، هرتسل مدال افتخاری نمادین دریافت کرد. این مدال، «صلیب فرماندهی نشان مجیدیه»، یک تأیید روابط عمومی برای هرتسل و جهان یهود در مورد جدی بودن مذاکرات بود.
در ۱ مارس ۱۸۹۹، یوسف الخالدی، شهردار اورشلیم، نامه‌ای به زادوک کان، ربای اعظم فرانسه ارسال کرد تا به هرتسل برسد و از صهیونیست‌ها بخواهد که با صلح منطقه فلسطین را ترک کنند. الخالدی با اندیشه صهیونیستی و محیط ضد یهودی در اروپا که از آن سربرآورده بود، آشنایی کامل داشت. او همچنین خطر احتمالی که صهیونیسم می‌توانست برای یهودیان در سراسر امپراتوری عثمانی ایجاد کند را درک می‌کرد. بر اساس نظر پژوهشگرانی همچون رشید خالدی، الکساندر شولک و دومینیک پرین، الخالدی پیش‌بینی درستی داشت که صرف نظر از حقوق تاریخی یهودیان، با توجه به بافت ژئوپلیتیکی، صهیونیسم می‌تواند موجب بیداری ناسیونالیسم عرب و اتحاد مسیحیان و مسلمانان شود.
کان این نامه را به تئودور هرتسل نشان داد و در ۱۹ مارس ۱۸۹۹ هرتسل در پاسخ به الخالدی استدلال کرد که هم امپراتوری عثمانی و هم جمعیت غیریهودی فلسطین از مهاجرت یهودیان سود خواهند برد. در پاسخ به نگرانی الخالدی دربارهٔ اکثریت جمعیت غیریهودی فلسطین، هرتسل به‌طور استعاری پرسید: "چه کسی فکر می‌کند آنها را بیرون کند؟" و به‌طور مبهم نتیجه گرفت که "اگر (سلطان عثمانی) آن را نپذیرد، ما جستجو خواهیم کرد و باور کنید، آنچه را که نیاز داریم، جای دیگری پیدا خواهیم کرد."رشید خالدی اشاره می‌کند که این احساس ۴ سال پس از آن نوشته شده است که هرتسل در دفترچه خاطراتش ایده جابجایی جمعیت عرب را برای باز کردن راه برای یهودیان نوشته بود:
«ما باید به آرامی اموال خصوصی در املاک اختصاص داده شده به ما را ضبط کنیم. ما تلاش خواهیم کرد جمعیت تهیدست را از مرز خارج کنیم در حالی که در کشورهای عبوری برای آنها شغل تهیه می‌کنیم، اما در کشور خودمان به آنها شغلی نمی‌دهیم. مالکان املاک به سمت ما خواهند آمد. هم فرایند ضبط اموال و هم اخراج فقرا باید به شکلی محرمانه و محتاطانه انجام شود.»
در ۱۷ مه ۱۹۰۱، هرتسل با سلطان عبدالحمید دوم دیدار کرد، و او پیشنهاد هرتسزل مبنی بر تثبیت بدهی عثمانی در ازای اعطای امتیازی برای دسترسی صهیونیست‌ها به فلسطین را رد کرد.

## کنگره جهانی صهیونیستها
هرتسل در سال ۱۸۹۷، با هزینه شخصی قابل توجه، روزنامه صهیونیستی Die Welt را در وین، اتریش-مجارستان تأسیس کرد و کنگره اول صهیونیستی را در بازل، سوئیس برنامه‌ریزی کرد. او به عنوان رئیس کنگره انتخاب شد (که تا مرگش در سال ۱۹۰۴ این مقام را داشت)، و در سال ۱۸۹۸ دست به یک سری اقدامات دیپلماتیک برای جلب حمایت از یک کشور یهودی زد. او چندین بار توسط ویلهلم دوم پذیرفته شد، یکی از آنها در اورشلیم، و در کنفرانس صلح هاگ شرکت کرد و از جانب بسیاری از سیاستمداران حاضر در آنجا، با استقبال گرمی روبرو شد.
هرتسل در کار «خودرهایی» خود از نتیجه‌گیری مشابهی داشت مانند دوست مارکس، موزس هس در کتاب «رُم و اورشلیم» (۱۸۶۲) که اوهم به همان نتایج رسیده بود. لئون پینسکر هرگز آن را نخوانده بود، اما از حرکت دوردست و دور حبت صهیون آگاه بود. آموزش‌های فلسفی هرتسل نقاط ضعف و آسیب‌پذیری‌ها را برجسته می‌کرد. برای هرتسل هر دیکتاتور یا رهبری یک هویت ملی گرایانه داشت، حتی ایرلندی‌ها از زمان وُلف تون به بعد. او به نرمش و ملایمت یهودیت که به شکل متمایزی به عنوان آلمانی ارائه می‌شد، جذب شده بود. اما او همچنان معتقد بود که آلمان مرکز (Hauptsitz) ضدیهودیت بیشتر از فرانسه بود. در یک جمله بسیار نقل قول شده، او یادداشت کرد «اگر چیزی باشد که دوستش دارم، عضویت به اشراف‌زادگان پروسی قدیمی است.» هرتسل رو آورد به اشراف یهودی انگلستان - روتچیلدها، سر ساموئل مونتاگو که بعدها وزیر کابینه شد، ربایهای اعظم فرانسه و وین، تاجر مالی آلمانی موریس د هیرش که در ۱۸۹۱ انجمن استعماری یهود را برای تشویق مهاجرت گسترده یهودیان روسیه به آمریکای شمالی و جنوبی ایجاد کرده بود و بعدها به عنوان انجمن استعماری یهود فلسطین در ۱۹۲۴ بازسازی شد، و به ویژه ادموند جیمز د روتچیلد، خیر و مجموعه دار هنری فرانسوی که به‌طور مستقل از قبل در حال تأمین مالی تأسیس مستعمرات یهودی در فلسطین عثمانی بود، و هرتزل در سال ۱۸۹۵ یک تقاضای ۶۵ صفحه ای برای او نوشت.
او با اسرائیل زنگویل و ماکس نوردائو، که نویسندگان معروفی بودند، موفقیت بیشتری داشت، زیرا آنها «مردان ادبیات» و دارای تخیل و درک بودند. مکاتبات او با هیرش که در ۱۸۹۶ درگذشته بود، بی‌نتیجه ماند. بارون آلبرت روتچیلد نیز ارتباط چندانی با یهودیان نداشت. بانکداران یهودی (Finanzjuden) از هرتسل متنفر بودند و او نیز از آنها متنفر بود. او علیه اقتدار اجتماعی آنها سرکشی می‌کرد. او همچون پینسکر باور داشت که یهودیان در اروپا آینده‌ای ندارند؛ زیرا ضدیهودیت در آنجا آنقدر زیاد بود که تحمل آنها دشوار می‌شد. هرتسل از خروج انبوه یهودیان از اروپا به سوی «یهودستان» حمایت می‌کرد. بیانیه پینسکر فریاد درخواست کمک و هشدار به دیگران بود. اما چشم‌انداز هرتسل کمتر دربارهٔ وضعیت روانی یهودیان بود و بیشتر به ارائه راه حل‌های عملی در مورد سرزمین می‌پرداخت. هرتس ایده احیای «دولت یهود» را یک ایده بسیار قدیمی می‌دانست که نسخه ضعیف‌تری از آن را پینسکر در "فریاد هشدار به هم قبیله‌ای‌هایش از سوی یک یهودی دچار رنج" مطرح کرده بود.

## صهیونیسم و سرزمین مقدس
هرتسل در اکتبر ۱۸۹۸ برای اولین بار از اورشلیم دیدار کرد. او از قبل زمان سفر خود را با سفر ویلهلم دوم هماهنگ کرده بود تا آنچه را که با کمک کشیش ویلیام هچلر از قبل ترتیب داده بود، یعنی به رسمیت شناخته شدن جهانی خودش و صهیونیسم را تأمین کند. هرتس و ویلهلم دوم اولین بار در ۲۹ اکتبر در میکوه یسرائل، نزدیک حولون امروزی در اسرائیل، به صورت علنی با هم دیدار کردند. این یک دیدار کوتاه اما تاریخی بود. او دومین ملاقات رسمی و علنی را با امپراتور در اردوگاه چادری وی در خیابان انبیاء در اورشلیم در ۲ نوامبر ۱۸۹۸ داشت. فدراسیون صهیونیست انگلیسی، شاخه محلی سازمان جهانی صهیونیست، در ۱۸۹۹ پس از آنکه هرتزل در ۱۸۹۷ در اتریش آن را تأسیس کرده بود، راه اندازی شد.
در سال‌های ۱۹۰۲–۱۹۰۳، از هرتسل دعوت شد تا در برابر کمیسیون سلطنتی بریتانیا در مورد مهاجرت بیگانگان مدرک ارائه بدهد و صحبت بکند. حضور او باعث شد که او از نزدیک با اعضای دولت بریتانیا ارتباط برقرار کند. به ویژه جوزف چمبرلین، وزیر مستعمرات، که از طریق او با دولت مصر برای گرفتن امتیازی جهت اسکان یهودیان در العریش در شبه جزیره سینا، همجوار جنوب فلسطین مذاکره کرد، این طرح توسط لرد کرومر، سر کنسول بریتانیا در مصر، به دلیل غیرعملی بودن متوقف شد.
در سال ۱۹۰۳، هرتسل تلاش کرد تا از پاپ پیوس دهم برای تأسیس میهن یهودیان حمایت بگیرد، ایده ای که در کنگره ششم صهیونیستی مطرح شده بود. فلسطین می‌توانست پناهگاه امنی برای کسانی که از آزار و اذیت در روسیه می‌گریختند، باشد. کاردینال رافائل مری دل وال اعلام کرد که سیاست کلیسا در چنین مسائلی این است: «ما نمی‌توانیم»، و حکم داد تا زمانی که یهودیان الوهیت مسیح را انکار می‌کنند، کاتولیک‌ها نمی‌توانند اظهارنظری به نفع آنها داشته باشند.
در سال ۱۹۰۳، پس از کشتار دسته جمعی یهودیان در کیشینف، هرتسل به سن پترزبورگ سفر کرد و از سوی سرگئی ویته، در آن زمان وزیر امور مالی، و ویاچسلاو پلهوه، وزیر کشور پذیرفته شد. پلهوه در آن دیدار موضع دولت خود را در قبال جنبش صهیونیستی ثبت کرد. در آن مناسبت، هرتزل پیشنهادهایی برای بهبود وضعیت یهودیان در روسیه ارائه داد.
در همان زمان، جوزف چمبرلین ایده تشکیل یک مستعمره یهودی در آنچه اکنون کنیا نامیده می‌شود را مطرح کرد. این طرح با عنوان «پروژه اوگاندا» شناخته شد و هرتسل آن را در کنگره ششم صهیونیستی (در بازل - سویس، اوت ۱۹۰۳) ارائه داد، جایی که اکثریت (۲۹۵ در برابر ۱۷۸، با ۹۸ رای ممتنع) با بررسی این پیشنهاد موافقت کردند. این پیشنهاد با مخالفت شدید، به ویژه از سوی هیئت نمایندگی روسیه که از جلسه بیرون رفتند، روبرو شد. در سال ۱۹۰۵ کنگره هفتم صهیونیستی، پس از بررسی‌ها، تصمیم گرفت پیشنهاد بریتانیا را رد کند و خود را متعهد به ایجاد یک میهن یهودی در فلسطین کند. یک Heimstatte - یک میهن برای مردم یهود در فلسطین که به موجب قانون عمومی تضمین شده باشد.
در ۲۶ ژانویه ۱۹۰۴، هرتسل در واتیکان در رم از سوی پاپ پیوس دهم پذیرفته شد، به امید متقاعد کردن واتیکان برای حمایت از جنبش صهیونیستی. پاپ پیوس دهم با احترام با هرتسل رفتار کرد، اما به‌طور قاطع از حمایت به هر شکلی از صهیونیسم خودداری ورزید.

## مرگ وخاکسپاری
هرتسل شاهد رد طرح اوگاندا نشد. در ساعت ۵ بعد از ظهر روز ۳ ژوئیه ۱۹۰۴، در ادلاخ، روستایی در رایشناو آن در راکس، نیدراستریش، تئودور هرتسل، که اوایل همان سال مشکلات قلبیش تشخیص داده شده بود، به علت سکته عروق کرونری درگذشت. یک روز قبل از مرگش، به کشیش ویلیام اچ. هکلر گفت: "درود مرا به فلسطین برسان، من خون قلبم را برای مردمم دادم."
هرتسل در وصیت‌نامه‌اش درخواست کرد که مراسم خاکسپاری او مانند خاکسپاری مستضعفین انجام بگیرد، بدون سخنرانی‌ها یا گل‌ها برگزار شود و او افزود: "می‌خواهم کنار پدرم دفن شوم و تا زمانی که مردم یهودی جسد من را به اسرائیل ببرند، در آنجا بمانم." با این حال، حدود شش هزار نفر جنازه هرتسل را تشییع کردند و مراسم خاکسپاری طولانی و پر هرج و مرج بود. با وجود درخواست هرتسل برای عدم برگزاری سخنرانی، دیوید ولفسون مقدمه‌ای کوتاه ارائه کرد. پسر او، هانس هرتسل، که در آن زمان سیزده ساله بود و بر اساس انتخاب پدرش هنگام تولد ختنه نشده بود، و تنها بعد از درخواست رهبران صهیونیست، بعداً ختنه شد، قدیش، نیایش سوگواری، را خواند.
هرتسل نخست در قبرستان وین در منطقه دوبلینگ دفن شد، بقایای او در سال ۱۹۴۹ به اسرائیل منتقل و در تپه هرتسل در اورشلیم، که به نام او نامگذاری شده بود، دفن شد. تابوت او با یک پالایش آبی و سفید پوشیده شده بود که با یک ستاره داوود محاط شده بود که یک شیر از سبط یهودا را در خود داشت و هفت ستاره طلایی که یادآور پیشنهاد اصلی هرتسل برای پرچم دولت یهودی بودند.

## میراث و بزرگداشت
روز هرتزل (عبری: יום הרצל) یک تعطیلات ملی سالانه در اسرائیل است که در دهم ماه عبری ایار برگزار می‌شود تا به زندگی و چشم‌انداز تئودور هرتسل، رهبر جنبش صهیونیستی ادای احترام شود.

## خانواده
هر دو پدربزرگ‌های هرتسل که او آنها را می‌شناخت، به یهودیت سنتی نزدیک تر از والدینش بودند. در زیمونی (زملین)، پدربزرگش سیمون لوب هرتزل یکی از اولین نسخه‌های کتاب یهودا الکالای در سال ۱۸۵۷ را که بازگشت یهودیان به سرزمین مقدس و احیای شکوه اورشلیم را تجویز می‌کرد، در اختیار داشت. محققان معاصر نتیجه گرفته‌اند که اجرای صهیونیسم مدرن توسط هرتسل قطعاً تحت تأثیر این ارتباط خانوادگی بوده است. قبرهای پدربزرگ و مادربزرگ هرتسل در سملین هنوز قابل بازدید است. الکالای خود شاهد تولد دوباره صربستان از حکومت عثمانی در اوایل و اواسط قرن ۱۹ بود و از شورش صربها و بازسازی بعدی صربستان الهام گرفت.
در ۲۵ ژوئن ۱۸۸۹، هرتزل با ژولی ناشاوئر، دختر ۲۱ ساله یک تاجر یهودی ثروتمند در وین ازدواج کرد. این ازدواج ناخوشایند بود، اگرچه از آن سه فرزند به نام‌های پائولینا، هانس و مارگاریتا (تروده) متولد شدند. یکی از زندگی‌نامه نویسان هرتزل پیشنهاد می‌کند که او همسرش را به بیماری آمیزشی سوزاک که در سال ۱۸۸۰ به آن مبتلا شده بود، آلوده کرد. هرتسل به مادرش بسیار وابسته بود، که با همسرش کنار نمی‌آمد. این مشکلات با فعالیت‌های سیاسی او در سال‌های بعد، که همسرش در آن علاقه چندانی نداشت، تشدید شد. ژولی در سال ۱۹۰۷، ۳ سال پس از هرتسل، در سن ۳۹ سالگی درگذشت.
هرتسل خود را یک سیاستمدار بزرگ می‌دید که یک سلسله حکومتی برای خانواده‌اش درکشور نو بنیان ایجاد می‌کرد، به طوری که پدرش سناتور بنیانگذار و پسرش «دوجه» (دادسر ارشد) آن کشور باشند.
دخترش پائولینا از بیماری روانی و اعتیاد به مواد مخدر رنج می‌برد. او در سال ۱۹۳۰ در سن ۴۰ سالگی بر اثر مصرف بیش از حد هروئین درگذشت. تنها پسرش، هانس، تربیت غیرمذهبی دید و هرتسل‌ و مادرش از انجام ختنه بر روی او خودداری کردند. در زمان مرگ زودهنگام هرتسل، پس از آنکه گزارش شده بود که متصدیان صهیونیست بر او فشار آورده بودند، هانس که آن زمان تحت سرپرستی قرار داشت، در ۲۹ مه ۱۹۰۵ تن به ختنه داد؛[ او سپس دین خود را تغییر داد، و از شیوه‌ای که برای متقاعد کردنش به ختنه استفاده شده بود، دلگیر بود، و به ترتیب بپتیست، سپس کاتولیک شد، و با فرقه‌های پروتستان دیگر نیز رابطه داشت. او همانند پدرش، به دنبال رستگاری شخصی برای نیازهای مذهبی خود و راه‌حلی جهانی برای رنج یهودیان ناشی از یهودستیزی بود. هانس در روز تشییع جنازه خواهرش پائولینا، خودکشی کرد؛ او ۳۹ساله بود.
هانس یادداشت خودکشی نوشته بود که در آن دلایل اقدام به خودکشی خود را توضیح داد:
«یک یهودی، یهودی باقی می‌ماند، هر چقدر هم که با شور و اشتیاق خود را تسلیم انضباط مذهب جدیدش کند، هر چقدر هم که با فروتنی صلیب رهایی‌بخش را بر دوش خود بگذارد تا هم‌کیشان پیشین خود را از دوزخ ابدی نجات دهد: یک یهودی، یهودی باقی می‌ماند… نمی‌توانم ادامه زندگی دهم. همه اعتماد خود را به خدا از دست داده‌ام. تمام عمرم را تلاش کردم به حقیقت برسم، و امروز در پایان این راه باید اعتراف کنم که جز ناامیدی چیزی نیست. امشب قدیش را برای والدینم و برای خودم که آخرین فرزند این خانواده خواندم. کسی نیست که برای من قدیش بخواند، من که به دنبال صلح رفتم - و شاید به زودی به صلح برسم… اخیراً غریزه‌ام به کلی اشتباه بوده، و من یکی از آن اشتباهات جبران ناپذیری را مرتکب شدم که زندگی کاملی را با شکست مهر می‌زند. پس بهتر است آن را دور بیندازم.»
در سال ۲۰۰۶، باقی مانده اجساد پائولینا و هانس از بوردو فرانسه به تپه هرتسل در اسرائیل منتقل و در نزدیکی مزار پدرشان دفن شدند.
پائولینا و هانس تماس چندانی با خواهر کوچکتر خود «تروده» (مارگارت، ۱۸۹۳–۱۹۴۳) نداشتند. تروده با ریچارد نیومن که ۱۷ سال از او بزرگتر بود ازدواج کرد. نیومن در رکود بزرگ اقتصادی ثروت خود را از دست داد. با توجه به هزینه‌های سنگین بستری کردن تروده که از دوره‌های شدید بیماری افسردگی رنج می‌برد، وضعیت مالی خانواده نیومن بسیار بحرانی بود. نازی‌ها تروده و ریچارد را به اردوگاه ترزین‌اشتات فرستادند جایی که آنها جان باختند. جسد تروده سوزانده شد. خاکستر جسد مادرش، ژولی، که در ۱۹۰۷ درگذشته بود، را اتفاقی گم کردند.
بنا به درخواست پدرش ریچارد نیومن، تروده پسرش را در سال ۱۹۳۵ برای ایمنی به انگلستان نزد صهیونیست‌های وینی و دفتر اجرایی صهیونیست در آنجا فرستاد. خانواده نیومن به شدت نگران ایمنی تنها فرزندشان در برابر گسترش یهودستیزی خشونت‌آمیز در اتریش بودند. در انگلستان، استفان دربارهٔ پدربزرگش هرتسل مطالعات گسترده‌ای انجام داد. صهیونیسم بخش مهمی از پیشینه او در اتریش نبود، اما استفان یک صهیونیست سرسخت شد و تنها فرزند هرتسل بود که صهیونیست شد. او در جنگ جهانی دوم با نام انگلیسی استفان نورمن به ارتش بریتانیا پیوست و به درجه سرهنگی در توپخانه سلطنتی رسید. در اواخر ۱۹۴۵ و اوایل ۱۹۴۶، او فرصت دید تا از فلسطین تحت قیمومیت بریتانیا دیدن کند «تا ببیند پدربزرگش چه کاری را آغاز کرده است.» او دیدارش از اسرائیل را در دفترچه خاطراتش به‌طور گسترده نوشت. چیزی که بیشتر از همه او را تحت تأثیر قرار داد «نگاه آزادی» بر چهره کودکان بود که شبیه نگاه رنگ پریده کودکان اردوگاه‌های کار اجباری اروپا نبود. او هنگام ترک اسرائیل نوشت: «بازدید من از اسرائیل تمام شد… گفته می‌شود که رفتن کمی مردن است. و من می‌دانم که وقتی از سرزمین اسرائیل رفتم، کمی مردم. اما مطمئناً، بازگشتن به نوعی تولد دوباره است. و من باز خواهم گشت.»